# (12222) Perotto
(12222) Perotto (1982 WA) – planetoida z pasa głównego asteroid okrążająca Słońce w ciągu 4,24 lat w średniej odległości 2,62 j.a. Odkryta 19 listopada 1982 roku.